# 轻便摩托车

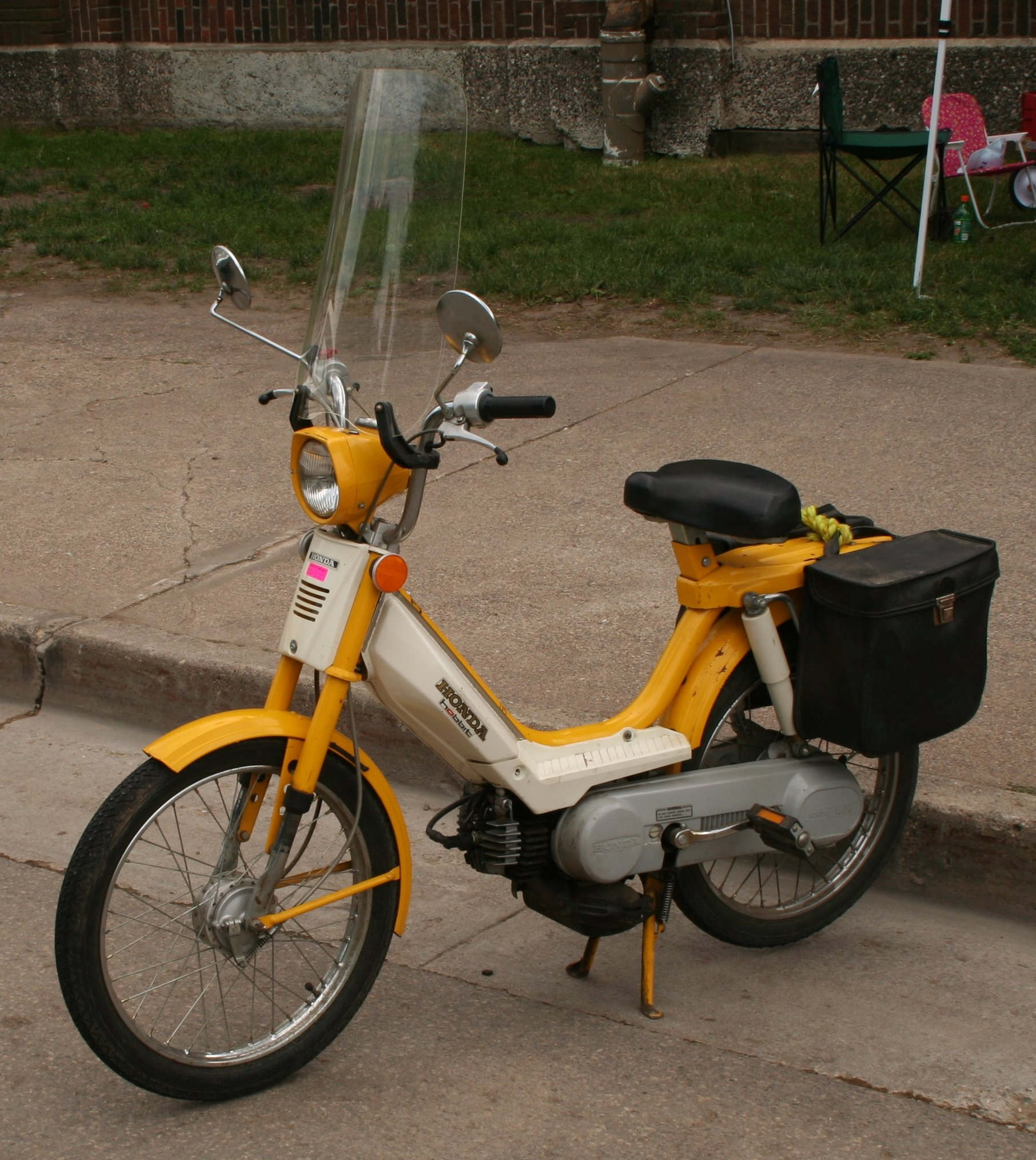
本田Hobbit PA 50

轻便摩托车（英語：Moped）也稱為摩踏，是一种小型的机动二轮车，外观类似普通摩托车或自行车，其特点是功率和排量低，只能达到中等速度，并且大多是两轮车辆。在一些国家，轻便摩托车可以是发动机容量低于100cc（更常见的是50cc或更低容量）的任何摩托车。